# 遊佐和彦
遊佐 和彦（ゆさ かずひこ、1967年 - ）は、日本の映画配給業者、映画プロデューサー。アスミック・エース株式会社映画配給事業部長。
1967年宮城県生まれ。1989年、東北新社入社。1997年、クロックワークス設立。2007年アスミック・エース　エンタテインメント入社。
アスミック・エース入社以来、映像コンテンツ部、映画製作部、映画配給部の部長を歴任。「こびと観察入門」「鈴木先生」TVシリーズ『しあわせのパン』『ヘルタースケルター』『陽だまりの彼女』などを担当。

## 企画・製作・プロデュース

### 映画
- 天国からのエール（2011年） - 製作
- 琉神マブヤー THE MOVIE 七つのマブイ（2011年） - 企画プロデューサー
- しあわせのパン（2011年） - プロデューサー
- ヘルタースケルター（2012年） - エグゼクティブプロデューサー
- 夢売るふたり（2012年） - 企画

### オリジナルビデオ
- 魔法のｉらんど 呪われた学校（OV、2008年） - プロデューサー
- 魔法のiらんど 最恐ダーリン（WEB、2009年） - プロデューサー
- 魔法のｉらんど イケない課外授業（OV、2009年） - プロデューサー
- 魔法のiらんど MARIA（WEB、2010年） - プロデューサー

### テレビアニメ
- 東京マグニチュード8.0（2009年） - 製作
- 空中ブランコ（2009年） - 製作
- のだめカンタービレ フィナーレ（2010） - 製作
- 四畳半神話大系（2010年） - 製作
- 海月姫（2010年） - 製作
- あんハピ♪（2016年） - 企画
- ちょびっとづかん（2016年） - 企画
- 斉木楠雄のΨ難（2016年） - 企画
- 猫のダヤン ふしぎ劇場（2016年） - プロデューサー
- タマ＆フレンズ ～うちのタマ知りませんか？～（2016年） - 企画
- こねこのチー ポンポンらー大冒険（2016年） - スーパーバイザー
- あおおに　～じ・あにめぇしょん～（2016年） - 企画
- ALL OUT!!（2016年） - 企画

### 劇場用アニメ
- 劇場版 新暗行御史（2004年） - プロデューサー
- 東のエデン 劇場版 I The King of Eden（2009年） - 製作
- 東のエデン 劇場版 II Paradise Lost（2009年） - 製作
- くるみ割り人形（2014年） - 企画監修
- planetarian～ちいさなほしのゆめ～（2016年） - 企画
- 犬王（2022年） - エグゼクティブプロデューサー

### テレビドラマ
- もやしもん（2010年） - 製作
- 女子の事件は大抵、トイレで起こるのだ。（2015年） - エグゼクティブプロデューサー